# 2020-as Formula–1 orosz nagydíj
Az orosz nagydíj volt a 2020-as Formula–1 világbajnokság tizedik futama, amelyet 2020. szeptember 25. és szeptember 27. között rendeztek meg a Sochi Autodrom versenypályán, Szocsiban.

## Választható keverékek
| Abroncs              | Friss | Használt |
| -------------------- | ----- | -------- |
| Kemény keverék (C3)  |       |          |
| Közepes keverék (C4) |       |          |
| Lágy keverék (C5)    |       |          |
| Átmeneti esőgumi (I) |       |          |
| Teljes esőgumi (W)   |       |          |

## Szabadedzések

### Első szabadedzés
Az orosz nagydíj első szabadedzését szeptember 25-én, pénteken délelőtt tartották, magyar idő szerint 10:00-tól.
| helyezés | versenyző          | csapat/motor          | elért idő | különbség | futott kör |
| -------- | ------------------ | --------------------- | --------- | --------- | ---------- |
| 1        | Valtteri Bottas    | Mercedes              | 1:34,923  | −         | 13         |
| 2        | Daniel Ricciardo   | Renault               | 1:35,430  | +0,507    | 22         |
| 3        | Max Verstappen     | Red Bull-Honda        | 1:35,577  | +0,654    | 22         |
| 4        | Sergio Pérez       | Racing Point-Mercedes | 1:35,796  | +0,873    | 23         |
| 5        | Lance Stroll       | Racing Point-Mercedes | 1:35,965  | +1,042    | 21         |
| 6        | Esteban Ocon       | Renault               | 1:36,061  | +1,138    | 23         |
| 7        | Danyiil Kvjat      | AlphaTauri-Honda      | 1:36,230  | +1,307    | 22         |
| 8        | Alexander Albon    | Red Bull-Honda        | 1:36,254  | +1,331    | 24         |
| 9        | Sebastian Vettel   | Ferrari               | 1:36,323  | +1,400    | 23         |
| 10       | Pierre Gasly       | AlphaTauri-Honda      | 1:36,706  | +1,783    | 25         |
| 11       | Charles Leclerc    | Ferrari               | 1:36,896  | +1,973    | 23         |
| 12       | Carlos Sainz Jr.   | McLaren-Renault       | 1:36,970  | +2,047    | 8          |
| 13       | Lando Norris       | McLaren-Renault       | 1:37,110  | +2,187    | 28         |
| 14       | Antonio Giovinazzi | Alfa Romeo-Ferrari    | 1:37,201  | +2,278    | 17         |
| 15       | Kimi Räikkönen     | Alfa Romeo-Ferrari    | 1:37,230  | +2,307    | 23         |
| 16       | Kevin Magnussen    | Haas-Ferrari          | 1:37,430  | +2,507    | 22         |
| 17       | George Russell     | Williams-Mercedes     | 1:37,595  | +2,672    | 24         |
| 18       | Romain Grosjean    | Haas-Ferrari          | 1:37,649  | +2,726    | 24         |
| 19       | Lewis Hamilton     | Mercedes              | 1:37,716  | +2,793    | 18         |
| 20       | Nicholas Latifi    | Williams-Mercedes     | 1:37,784  | +2,861    | 11         |

### Második szabadedzés
Az orosz nagydíj második szabadedzését szeptember 25-én, pénteken délután tartották, magyar idő szerint 14:00-tól.
| helyezés | versenyző          | csapat/motor          | elért idő | különbség | futott kör |
| -------- | ------------------ | --------------------- | --------- | --------- | ---------- |
| 1        | Valtteri Bottas    | Mercedes              | 1:33,519  | −         | 37         |
| 2        | Lewis Hamilton     | Mercedes              | 1:33,786  | +0,267    | 33         |
| 3        | Daniel Ricciardo   | Renault               | 1:34,577  | +1,058    | 27         |
| 4        | Carlos Sainz Jr.   | McLaren-Renault       | 1:34,723  | +1,204    | 36         |
| 5        | Lando Norris       | McLaren-Renault       | 1:34,847  | +1,328    | 33         |
| 6        | Sergio Pérez       | Racing Point-Mercedes | 1:34,890  | +1,371    | 35         |
| 7        | Max Verstappen     | Red Bull-Honda        | 1:35,048  | +1,529    | 30         |
| 8        | Charles Leclerc    | Ferrari               | 1:35,052  | +1,533    | 35         |
| 9        | Esteban Ocon       | Renault               | 1:35,139  | +1,620    | 28         |
| 10       | Sebastian Vettel   | Ferrari               | 1:35,183  | +1,664    | 35         |
| 11       | Pierre Gasly       | AlphaTauri-Honda      | 1:35,210  | +1,691    | 35         |
| 12       | Alexander Albon    | Red Bull-Honda        | 1:35,242  | +1,723    | 31         |
| 13       | Danyiil Kvjat      | AlphaTauri-Honda      | 1:35,461  | +1,942    | 37         |
| 14       | Kimi Räikkönen     | Alfa Romeo-Ferrari    | 1:35,516  | +1,997    | 33         |
| 15       | Nicholas Latifi    | Williams-Mercedes     | 1:35,563  | +2,044    | 31         |
| 16       | George Russell     | Williams-Mercedes     | 1:35,575  | +2,056    | 30         |
| 17       | Lance Stroll       | Racing Point-Mercedes | 1:35,627  | +2,108    | 34         |
| 18       | Kevin Magnussen    | Haas-Ferrari          | 1:35,729  | +2,210    | 32         |
| 19       | Antonio Giovinazzi | Alfa Romeo-Ferrari    | 1:36,053  | +2,534    | 36         |
| 20       | Romain Grosjean    | Haas-Ferrari          | 1:36,858  | +3,339    | 32         |

### Harmadik szabadedzés
Az orosz nagydíj harmadik szabadedzését szeptember 26-án, szombaton délelőtt tartották, magyar idő szerint 11:00-tól.
| helyezés | versenyző          | csapat/motor          | elért idő | különbség | futott kör |
| -------- | ------------------ | --------------------- | --------- | --------- | ---------- |
| 1        | Lewis Hamilton     | Mercedes              | 1:33,279  | −         | 16         |
| 2        | Valtteri Bottas    | Mercedes              | 1:34,055  | +0,776    | 19         |
| 3        | Carlos Sainz Jr.   | McLaren-Renault       | 1:34,096  | +0,817    | 17         |
| 4        | Esteban Ocon       | Renault               | 1:34,239  | +0,960    | 13         |
| 5        | Sergio Pérez       | Racing Point-Mercedes | 1:34,252  | +0,973    | 14         |
| 6        | Max Verstappen     | Red Bull-Honda        | 1:34,306  | +1,027    | 11         |
| 7        | Sebastian Vettel   | Ferrari               | 1:34,594  | +1,315    | 14         |
| 8        | Lance Stroll       | Racing Point-Mercedes | 1:34,732  | +1,453    | 13         |
| 9        | Danyiil Kvjat      | AlphaTauri-Honda      | 1:34,768  | +1,489    | 14         |
| 10       | Daniel Ricciardo   | Renault               | 1:34,787  | +1,508    | 12         |
| 11       | Pierre Gasly       | AlphaTauri-Honda      | 1:34,792  | +1,513    | 12         |
| 12       | Charles Leclerc    | Ferrari               | 1:34,806  | +1,527    | 14         |
| 13       | George Russell     | Williams-Mercedes     | 1:34,979  | +1,700    | 16         |
| 14       | Romain Grosjean    | Haas-Ferrari          | 1:35,257  | +1,978    | 14         |
| 15       | Nicholas Latifi    | Williams-Mercedes     | 1:35,292  | +2,013    | 14         |
| 16       | Kevin Magnussen    | Haas-Ferrari          | 1:35,451  | +2,172    | 14         |
| 17       | Antonio Giovinazzi | Alfa Romeo-Ferrari    | 1:35,590  | +2,311    | 15         |
| 18       | Kimi Räikkönen     | Alfa Romeo-Ferrari    | 1:35,599  | +2,320    | 15         |
| 19       | Alexander Albon    | Red Bull-Honda        | 1:35,603  | +2,324    | 14         |
| 20       | Lando Norris       | McLaren-Renault       | 1:35,981  | +2,702    | 17         |

## Időmérő edzés
Az orosz nagydíj időmérő edzését szeptember 26-án, szombaton futották, magyar idő szerint 14:00-tól.
| helyezés              | rajtszám | versenyző          | csapat/motor          | 1. rész  | 2. rész  | 3. rész  | rajthely | futott kör |
| --------------------- | -------- | ------------------ | --------------------- | -------- | -------- | -------- | -------- | ---------- |
| 1                     | 44       | Lewis Hamilton     | Mercedes              | 1:32,983 | 1:32,835 | 1:31,304 | 1        | 19         |
| 2                     | 33       | Max Verstappen     | Red Bull-Honda        | 1:33,630 | 1:33,157 | 1:31,867 | 2        | 21         |
| 3                     | 77       | Valtteri Bottas    | Mercedes              | 1:32,656 | 1:32,405 | 1:31,956 | 3        | 19         |
| 4                     | 11       | Sergio Pérez       | Racing Point-Mercedes | 1:33,704 | 1:33,038 | 1:32,317 | 4        | 15         |
| 5                     | 3        | Daniel Ricciardo   | Renault               | 1:33,650 | 1:32,218 | 1:32,364 | 5        | 15         |
| 6                     | 55       | Carlos Sainz Jr.   | McLaren-Renault       | 1:33,967 | 1:32,757 | 1:32,550 | 6        | 15         |
| 7                     | 31       | Esteban Ocon       | Renault               | 1:33,557 | 1:33,196 | 1:32,624 | 7        | 20         |
| 8                     | 4        | Lando Norris       | McLaren-Renault       | 1:33,804 | 1:33,081 | 1:32,847 | 8        | 19         |
| 9                     | 10       | Pierre Gasly       | AlphaTauri-Honda      | 1:33,734 | 1:33,139 | 1:33,000 | 9        | 21         |
| 10                    | 23       | Alexander Albon    | Red Bull-Honda        | 1:33,919 | 1:33,153 | 1:33,008 | 15[1]    | 19         |
| 11                    | 16       | Charles Leclerc    | Ferrari               | 1:34,071 | 1:33,239 |          | 10       | 10         |
| 12                    | 26       | Danyiil Kvjat      | AlphaTauri-Honda      | 1:33,511 | 1:33,249 |          | 11       | 16         |
| 13                    | 18       | Lance Stroll       | Racing Point-Mercedes | 1:33,852 | 1:33,364 |          | 12       | 11         |
| 14                    | 63       | George Russell     | Williams-Mercedes     | 1:34,020 | 1:33,583 |          | 13       | 11         |
| 15                    | 5        | Sebastian Vettel   | Ferrari               | 1:34,134 | 1:33,609 |          | 14       | 11         |
| 16                    | 8        | Romain Grosjean    | Haas-Ferrari          | 1:34,592 |          |          | 16       | 7          |
| 17                    | 99       | Antonio Giovinazzi | Alfa Romeo-Ferrari    | 1:34,594 |          |          | 17       | 6          |
| 18                    | 20       | Kevin Magnussen    | Haas-Ferrari          | 1:34,681 |          |          | 18       | 8          |
| 19                    | 6        | Nicholas Latifi    | Williams-Mercedes     | 1:35,066 |          |          | 20[1]    | 5          |
| 20                    | 7        | Kimi Räikkönen     | Alfa Romeo-Ferrari    | 1:35,267 |          |          | 19       | 5          |
| 107%-os idő: 1:39,141 |          |                    |                       |          |          |          |          |            |

Megjegyzés:
- ↑ 1:  — Alexander Albon és Nicholas Latifi autójában sebességváltót cseréltek az időmérő edzést követően, ezért mindketten 5 rajthelyes büntetést kaptak a futamra.[3]

## Futam
Az orosz nagydíj futama szeptember 27-én, vasárnap rajtolt, magyar idő szerint 13:10-kor.
| helyezés | rajtszám | versenyző          | csapat/motor          | futott kör | idő/kiesés oka | rajthely | abroncs | pont  |
| -------- | -------- | ------------------ | --------------------- | ---------- | -------------- | -------- | ------- | ----- |
| 1        | 77       | Valtteri Bottas    | Mercedes              | 53         | 1:34:00,364    | 3        |         | 26[2] |
| 2        | 33       | Max Verstappen     | Red Bull-Honda        | 53         | +7,729         | 2        |         | 18    |
| 3        | 44       | Lewis Hamilton     | Mercedes              | 53         | +22,729        | 1        |         | 15    |
| 4        | 11       | Sergio Pérez       | Racing Point-Mercedes | 53         | +30,558        | 4        |         | 12    |
| 5        | 3        | Daniel Ricciardo   | Renault               | 53         | +52,065[3]     | 5        |         | 10    |
| 6        | 16       | Charles Leclerc    | Ferrari               | 53         | +1:02,186      | 10       |         | 8     |
| 7        | 31       | Esteban Ocon       | Renault               | 53         | +1:08,006      | 7        |         | 6     |
| 8        | 26       | Danyiil Kvjat      | AlphaTauri-Honda      | 53         | +1:08,740      | 11       |         | 4     |
| 9        | 10       | Pierre Gasly       | AlphaTauri-Honda      | 53         | +1:29,766      | 9        |         | 2     |
| 10       | 23       | Alexander Albon    | Red Bull-Honda        | 53         | +1:37,860[3]   | 15       |         | 1     |
| 11       | 99       | Antonio Giovinazzi | Alfa Romeo-Ferrari    | 52         | +1 kör         | 17       |         |       |
| 12       | 20       | Kevin Magnussen    | Haas-Ferrari          | 52         | +1 kör         | 18       |         |       |
| 13       | 5        | Sebastian Vettel   | Ferrari               | 52         | +1 kör         | 14       |         |       |
| 14       | 7        | Kimi Räikkönen     | Alfa Romeo-Ferrari    | 52         | +1 kör         | 19       |         |       |
| 15       | 4        | Lando Norris       | McLaren-Renault       | 52         | +1 kör         | 8        |         |       |
| 16       | 6        | Nicholas Latifi    | Williams-Mercedes     | 52         | +1 kör         | 20       |         |       |
| 17       | 8        | Romain Grosjean    | Haas-Ferrari          | 52         | +1 kör         | 16       |         |       |
| 18       | 63       | George Russell     | Williams-Mercedes     | 52         | +1 kör         | 13       |         |       |
| ki       | 55       | Carlos Sainz Jr.   | McLaren-Renault       | 0          | baleset        | 6        |         |       |
| ki       | 18       | Lance Stroll       | Racing Point-Mercedes | 0          | baleset        | 12       |         |       |

Megjegyzés:
- ↑ 2:  — Valtteri Bottas a helyezéséért járó pontok mellett a versenyben futott leggyorsabb körért további 1 pontot szerzett.
- ↑ 3:  — Daniel Ricciardo és Alexander Albon utólag 5-5 másodperces időbüntetést kaptak, amiért szabálytalanul tértek vissza a pályára. Az időbüntetés egyikőjük helyezését sem befolyásolta.[5]

## A világbajnokság állása a verseny után
| H   | Versenyzők       | Pont | H   | Konstruktőrök         | Pont |
| --- | ---------------- | ---- | --- | --------------------- | ---- |
| 1.  | Lewis Hamilton   | 205  | 1.  | Mercedes              | 366  |
| 2.  | Valtteri Bottas  | 161  | 2.  | Red Bull-Honda        | 192  |
| 3.  | Max Verstappen   | 128  | 3.  | McLaren-Renault       | 106  |
| 4.  | Lando Norris     | 65   | 4.  | Racing Point-Mercedes | 104  |
| 5.  | Alexander Albon  | 64   | 5.  | Renault               | 99   |
| 6.  | Daniel Ricciardo | 63   | 6.  | Ferrari               | 74   |
| 7.  | Charles Leclerc  | 57   | 7.  | AlphaTauri-Honda      | 59   |
| 8.  | Lance Stroll     | 57   | 8.  | Alfa Romeo-Ferrari    | 4    |
| 9.  | Sergio Pérez     | 56   | 9.  | Haas-Ferrari          | 1    |
| 10. | Pierre Gasly     | 45   | 10. | Williams-Mercedes     | 0    |

(A teljes táblázat)

## Statisztikák
- Vezető helyen:
  - Lewis Hamilton: 15 kör (1-15)
  - Valtteri Bottas: 38 kör (16-53)
- Lewis Hamilton 96. pole-pozíciója.
- Valtteri Bottas 9. futamgyőzelme és 15. versenyben futott leggyorsabb köre.
- A Mercedes 110. futamgyőzelme.
- Valtteri Bottas 53., Max Verstappen 38., Lewis Hamilton 159. dobogós helyezése.
- Sebastian Vettel 250. nagydíja.[6]
- Kimi Räikkönen 322. nagydíja, amivel beállította Rubens Barrichello vonatkozó rekordját.[7]